# Route nationale 466
Die N466 war von 1933 bis 1973 eine französische Nationalstraße, die zwischen der N465 am Berg Ballon d’Alsace und Altkirch verlief. Ihre Länge betrug 61 Kilometer. Ab 1978 verlief sie zwischen Mülhausen und Pont d’Aspach (bei Aspach-le-Bas bzw. Burnhaupt-le-Haut), wofür sie die N466A übernahm. 2006 erfolgte die Abstufung.

## N466a
Die N466A war von 1933 bis 1973 ein Seitenast der N466, der von dieser in Pont d'Aspach abzweigte und nach Mülhausen verlief. Ihre Länge betrug 14 Kilometer. 1978 wurde die Straße zur N466 und 2006 erfolgte die Abstufung.